# Bart Leijnse

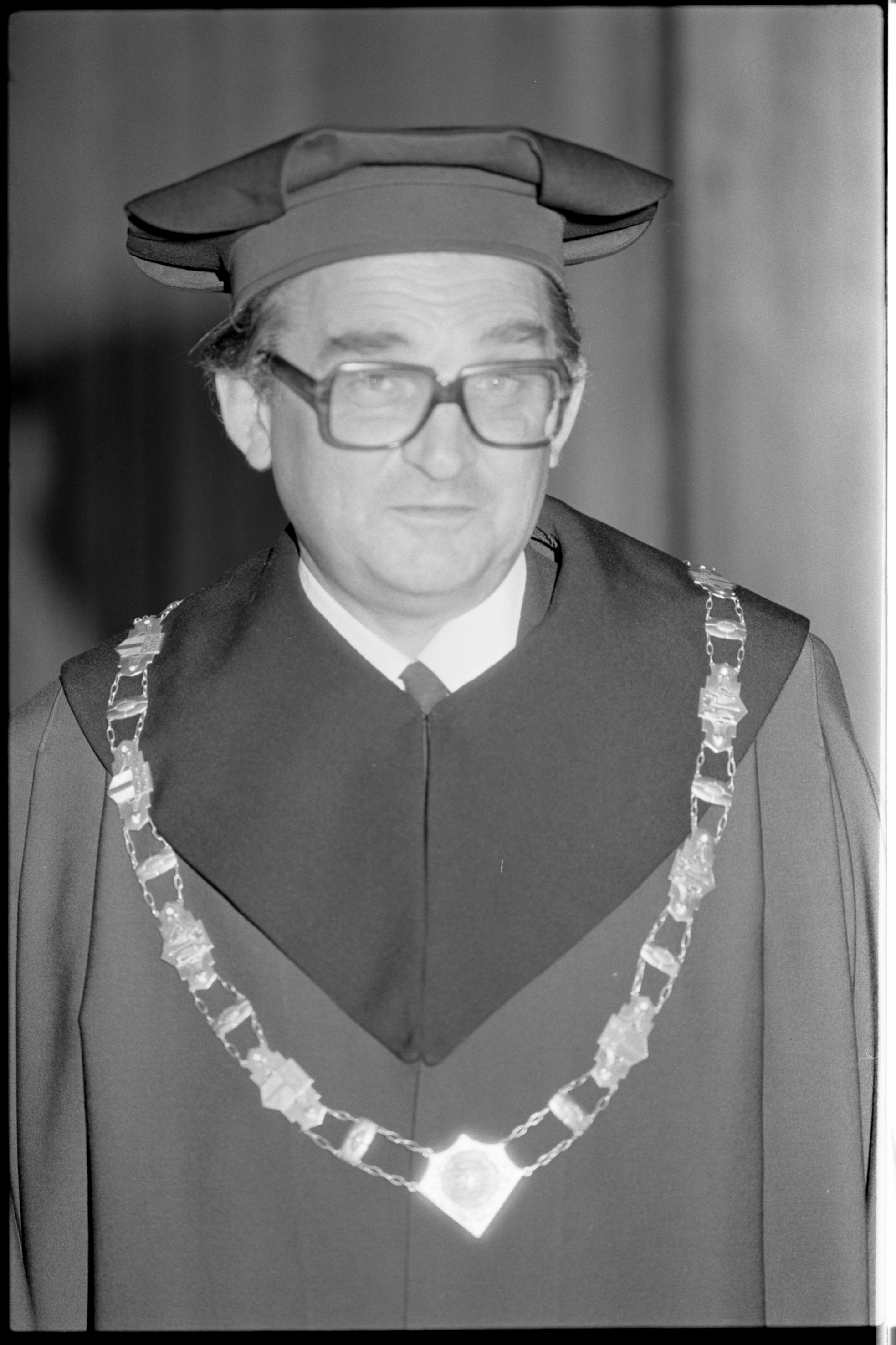
Prof. dr. B. Leijnse, rector-magnificus (1975-1979) van de Erasmus Universiteit Rotterdam

Bart Leijnse (Middelburg, 24 maart 1925 − Baarn, 18 januari 2017) was een Nederlands hoogleraar en rector magnificus.

## Biografie
Leijnse deed HBS-B-examen te Middelburg en behaalde zijn doctoraal examen scheikunde in 1950 aan de Universiteit van Amsterdam. In 1952 promoveerde hij op Enkele aspecten van de koolhydraatstofwisseling van verbenend weefsel aan de Universiteit Utrecht. daarna werd hij hoofd van het Biochemisch Laboratorium van het Coolsingelziekenhuis te Rotterdam. In 1966 werd hij aan de Erasmus Universiteit benoemd tot hoogleraar Chemische pathologie. In 1973 werd hij lid van het College van Bestuur van die universiteit en van 1975 tot 1979 was hij rector magnificus. Op zijn vakgebied van de klinische chemie heeft hij veel gedaan voor de automatisering in de laboratoriumadministratie en aan de ontwikkeling van een ziekenhuisinformatiesysteem. Hij heeft tevens veel betekend voor de ontwikkeling van het onderwijs in de klinische chemie. Hij begeleidde voorts 13 promoties.
Leijnse was van 1963 tot 1965 secretaris, en van 1965 tot 1969 voorzitter van de Nederlandse Vereniging voor Klinische Chemie waarvan hij erelid werd. In 1976 werkte hij mee aan Pedellenstaven van de Nederlandse universiteiten en hogescholen. Tentoonstelling ter gelegenheid van de vervaardiging van een pedellenstaf voor de Erasmus Universiteit Rotterdam, Museum Boymans-van Beuningen, Rotterdam, 20 december 1975 [tot] 18 januari 1976. Hem werd de Gorter en de Graafprijs toegekend en hij was Ridder in de Orde van de Nederlandse Leeuw. In 1990 ging hij met emeritaat waarbij hem een vriendenbundel werd aangeboden.
Prof. dr. B. Leijnse overleed begin 2017 op 91-jarige leeftijd.